# Kurt Lareida

Kurt Lareida (1985)

Kurt Lareida (* 24. April 1923 in Aarau; † 21. August 1998 in Sins) war ein Schweizer Politiker (FDP), Grossrat, Regierungsrat und Landammann des Kantons Aargau.

## Leben
Kurt Lareida war der Sohn von Eberhard und Anna Aline, geborene Brühlmann. Er wuchs in Aarau auf und machte die Handelsmatura in Neuenburg. Zum Studium der Volkswirtschaft ging er an die Universität Zürich und schloss es mit seiner Dissertation Der Landesverband freier Schweizer Arbeiter und seine Stellung zur eidgenössischen Sozialpolitik 1919 - 1949 ab. Nach dem Studium wandte sich Lareida dem Journalismus zu und war während 20 Jahren für das Aargauer Tagblatt tätig, zuerst in der Lokal- und Sportredaktion, dann als Kantonalredaktor und von 1969 bis 1976 als Chefredaktor. Kurt Lareida war ab 1991 Verwaltungsrat des Aargauer Tagblatts bis zur Fusion mit dem Badener Tagblatt zur Aargauer Zeitung im Jahr 1996.

## Politik
Für die Freisinnig-Demokratische Partei gehörte Kurt Lareida dem Aargauer Grossen Rat von 1961 bis 1976 an, dabei war er Mitglied und Präsident zahlreicher Kommissionen, u. a. der Staatsrechnungs- und der Geschäftsprüfungskommission. Nach der Wahl zum Regierungsrat sass er in diesem Gremium von 1976 bis 1991. In dieser Zeit amtete er 1979/80, 1984/85 sowie 1988/89 als Landammann. Während seiner ganzen Regierungszeit leitete Lareida das Finanzdepartement. Mit vier Steuergesetzrevisionen versuchte er, den defizitären Staatshaushalt zu sanieren.

## Werke
- Der Landesverband freier Schweizer Arbeiter und seine Stellung zur eidgenössischen Sozialpolitik 1919–1949. Keller, Winterthur 1956, S. 112.
- Wegmarken der aargauischen Finanz- und Steuerpolitik : Referat vor d. Generalversammlung d. Aargauischen Industrie- u. Handelskammer am 2. Juni 1980 in Lenzburg. Aargauische Industrie- u. Handelskammer, Aarau 1980, S. 21.
- 100 Jahre Aargauer Freisinn. FDP Aargau, Aarau 1996, S. 20.
- 75 Jahre Pro Senectute Aargau : vom Fürsorgewerk zur modernen Fach- und Dienstleistungsorganisation ; 1919–1994. Pro Senectute Aargau, Aarau 1994, S. 28.